# Araneus stolidus
Araneus stolidus là một loài nhện trong họ Araneidae.
Loài này thuộc chi Araneus. Araneus stolidus được Eugen von Keyserling miêu tả năm 1887.